# Jiří Nedvěd (politik SOCDEM)
Jiří Nedvěd (* 29. července 1981) je český politik, učitel a redaktor, od října 2024 místopředseda SOCDEM.

## Život a kariéra
Vyrůstal v Liberci, pak žil v Praze a Berlíně, nyní žije v Kutné Hoře. Vystudoval bohemistiku a historii na Filozofické fakultě Univerzity Karlovy v Praze. Profesí je učitel a redaktor nakladatelství. V roce 2021 se stal předsedou okresní organizace České strany sociálně demokratické (od roku 2023 Sociální demokracie) v Kutné Hoře. Po neúspěchu strany v parlamentních volbách v roce 2021 poprvé kandidoval na pozici místopředsedy. Předsedou byl ovšem zvolen Michal Šmarda a za místopředsedy členové jeho stranického křídla. 
V roce 2022 kandidoval jako člen SOCDEM v komunálních volbách do Zastupitelstva města Kutná Hora, a to za uskupení „VIZE“ (tj. nezávislí kandidáti a SOCDEM). Neuspěl, skončil jako čtvrtý náhradník.
Na začátku října 2024 byl zvolen předsedou středočeské organizace Sociální demokracie. Na následném sjezdu strany, kde byla novou předsedkyní zvolena Jana Maláčová, byl zvolen řadovým místopředsedou. Před sjezdem byl velkým kritikem druhého kandidáta na předsedu Jiřího Dienstbiera.
Ve volbách do Poslanecké sněmovny PČR v roce 2025 je lídrem uskupení Stačilo! (KSČM, SOCDEM, ČSNS, SD-SN, Moravané) v Karlovarském kraji.
Je ženatý a má tři děti.